# HD 43636
HD 43636，又名CD-29 2936，SAO 171482、HR 2252，是一颗恒星，视星等为6.67，位于銀經236.9，銀緯-20.22，其B1900.0坐标为赤經6h 12m 6.1s，赤緯-29° -20.22′ 16″。